# Les Chères
Les Chères – miejscowość i gmina we Francji, w regionie Owernia-Rodan-Alpy, w departamencie Rodan. Jej burmistrzem jest od 2008 r. Marie-Laure Bonnefoy.
Według danych na rok 1990 gminę zamieszkiwało 1027 osób, a gęstość zaludnienia wynosiła 188 osób/km² (wśród 2880 gmin regionu Rodan-Alpy Les Chères plasowała się wtedy na 762. miejscu pod względem liczby ludności, natomiast pod względem powierzchni na miejscu 1480.).